# Nicanor Neto Armando
Nicanor Neto Armando foi um político brasileiro do estado de Minas Gerais. Atuou como deputado estadual de Minas Gerais na 5ª legislatura (1963 - 1967) como suplente.